# Sophie Dal
Sophie Burcu Dal (* 17. Oktober 1981 als Burcu Dal in Berlin) ist eine deutsche Schauspielerin.

## Leben
Dals Vater ist der Schriftsteller Güney Dal. Burcu Dal wurde in Berlin geboren, wo sie auch aufwuchs. Mit acht Jahren hatte sie ihren ersten Auftritt im Fernsehen in der ZDF-Kinderserie Siebenstein, ein Jahr später wirkte sie in der Serie Löwenzahn mit. Bereits im Alter von elf Jahren war sich Dal sicher, Schauspielerin werden zu wollen. Nachdem sie das Abitur bestanden hatte, studierte Dal vier Semester Philosophie.
In der Tatort-Episode In der Falle spielte Dal 1998 an der Seite von Miroslav Nemec und Udo Wachtveitl die Schwester der von Sascha Laura Soydan verkörperten Bengi Can, einer der Hauptfiguren. In dem Film wirkt auch ihre ältere Schwester Ceren Dal mit, die eine Putzfrau spielte. In der fünften Staffel der Fernsehserie In aller Freundschaft war Dal 2002 in der Folge Süße Träume in der Rolle der jungen Türkin Semra zu sehen, die zwangsverheiratet werden soll.
Ab 2005 spielte Dal in der für Das Erste produzierten Anwaltsserie Der Dicke und in deren Fortsetzung Die Kanzlei ihre erste Hauptrolle als Anwaltsgehilfin Yasmin Ülküm. Seit 2014 verkörpert sie in der humoristischen ZDF-Krimireihe Friesland an der Seite von Florian Lukas (Folge 1 bis 5) und Maxim Mehmet (ab Folge 6) die Streifenpolizistin Süher Özlügül.

## Filmografie (Auswahl)
- 1990: Siebenstein
- 1992: Löwenzahn (Fernsehserie, Folge Eine Ente im Weltall)
- 1998: Tatort: In der Falle (Fernsehreihe)
- 2002: In aller Freundschaft (Fernsehserie, Folge Süße Träume)
- 2005–2022: Der Dicke / Die Kanzlei (Fernsehserie, 105 Folgen)
- 2006: Der Ferienarzt (Fernsehserie, Folge …im Tessin)
- 2007: Großstadtrevier (Fernsehserie, Folge Hamburger Helden)
- 2009: Kreuzfahrt ins Glück: Hochzeitsreise nach Sambia (Fernsehreihe)
- 2011: Heiter bis tödlich: Nordisch herb (Fernsehserie, Folge Tidenhub oder Wasser bis zum Hals)
- 2012: Das Traumschiff: Singapur (Fernsehreihe)
- seit 2014: Friesland (Fernsehreihe) → siehe Besetzung
- 2015: Mordkommission Istanbul: Der Broker vom Bosporus (Fernsehreihe)
- 2018: Nord Nord Mord: Sievers und die Frau im Zug (Fernsehreihe)